# Mate Ujević
Mate Ujević (*  13. Juli 1901 in Krivodol bei Imotski, Dalmatien; † 7. Januar 1967 in Zagreb) war ein kroatischer Schriftsteller und Begründer und Herausgeber der ersten Kroatischen Enzyklopädie.

## Leben
Mate Ujević wurde in Krivodol bei Imotski in Dalmatien geboren. Seine Schulausbildung erfolgte im Franziskanerkloster in Sinj. In der Kindheit wurde Ujević durch die Franziskaner (OFM) geprägt und blieb zeitlebens ein bekennender römisch-katholischer Christ. Als Gymnasiast gab er mit seinem Schulkameraden, dem späteren kroatischen Historiker, Publizisten und Essayisten Bogdan Radica, die Zeitschrift Renesansa (Renaissance) heraus.
Nach dem Abitur 1922 in Split studierte Ujević in Zagreb und Ljubljana Literatur, Geschichte und Kunst. In dieser Zeit gab er die Zeitschrift Luč (Kerzenlicht) heraus. 1926 wurde er Supplent und später Professor am Erzbischöflichen klassischen Gymnasium in Zagreb.
1928 publizierte Mate Ujević seinen Roman Mladost Tome Ivića (Die Jugend des Thomas Ivić). Im Jahre 1929 übernahm Ujević die Leitung der literarisch-kulturellen Rubrik der Wochenzeitung Hrvatska straža (Kroatische Wacht).
Im Jahre 1932 veröffentlichte Mate Ujević einen Überblick über die kroatische Literatur (Hrvatska književnost), 1933 eine Studie über den kroatischen griechisch-katholischen Pfarrer und Schriftsteller Jovan Hranilović. Im Jahr 1935 doktorierte Mate Ujević im Themenbereich Literaturgeschichte.
Ende der 1930er Jahre begann Ujević in Absprache mit dem Mehrheitseigner des Verlagshauses Tipografija, D. Schulhof, die Arbeit an der „Kroatischen Enzyklopädie“ (Hrvatska enciklopedija). Im Jahr 1938 gab Ujević die Hrvatska narodna pjesmarica (Kroatisches Nationales Liederbuch) heraus. 1939 gründeten die Behörden der Banovina Hrvatska (Banschaft Kroatien) ein Konsortium zur Herausgabe der „Kroatischen Enzyklopädie“, und Ujević wurde deren Chefredakteur. 1940 wurde ein Probebogen der Enzyklopädie präsentiert, 1941 kam dann der erste von insgesamt fünf erschienenen Bänden der Enzyklopädie heraus.
1941 kam Ujević' literarisches Schullesebuch Plodovi srca i um (Früchte des Herzens und des Verstandes) heraus. Ab 1943, als Direktor des im sogenannten Unabhängigen Staat Kroatien aus dem Konsortium zur Herausgabe der „Kroatischen Enzyklopädie“ entstandenen Kroatische bibliographische Verlagsinstitut, arbeitete Mate Ujević an weiteren vier Bänden der Enzyklopädie sowie an Bibliographien.
In der Zeit des Faschismus beziehungsweise der deutschen Besatzung Kroatiens rettete er den befreundeten jüdischen Enzyklopädisten Manko Berman sowie zwei jüdische Schwestern vor der Deportation in das KZ Jasenovac. Dafür wurde ihm von der israelischen Gedenkstätte Yad Vashem der Titel Gerechter unter den Völkern verliehen.
1945 wurde das Kroatische bibliographische Verlagsinstitut in Kroatisches Verlagsinstitut (Nakladni zavod Hrvatske) umbenannt. Zu dieser Zeit war Mate Ujević kurzzeitig als Wirtschaftsdirektor und staatlicher Experte für Fragen im Bereich der Grenzziehungen tätig und kehrte danach zur Lexikografie zurück. Er war unter anderem Chefredakteur des Pomorski leksikon (Seelexikon) des Adria-Instituts der JAZU.
Als 1950 das Jugoslawische Lexikographische Institut gegründet wurde, übernahm Ujević auf Einladung Miroslav Krležas die Position als dessen Stellvertreter in der Leitung des Instituts. Dort gab Ujević unter anderem die Pomorska enciklopedija (Maritime Enzyklopädie) und eine retrospektive Bibliographie der jugoslawischen Periodistik bis zum Jahr 1945 heraus. 1955 war er Redakteur bei der Herausgabe der Misli i poglede (Gedanken und Betrachtungen) von Antun Gustav Matoš durch das Jugoslawische Lexikographische Institut.
1965 ging Mate Ujević in den Ruhestand. Er starb am 7. Januar 1967 in Zagreb.
Seit dem Jahre 1996 verleiht das Kroatische Lexikographische Institut für herausragende Arbeiten im Bereich der Lexikografie und Enzyklopädistik den Preis „Mate Ujević“.